# David Mélé
David Mélé (Narbona, 22 de octubre de 1985) es un exjugador y entrenador francés de rugby que se desempeñaba como medio melé. Se retiró en 2019, tras disputar la temporada de Top 14 con USAP.
En USAP vivió su segunda experiencia, tras formarse allí y permanecer de 2006 a 2013 en el club de la ciudad de Perpiñán. Aunque habitualmente jugaba como medio melé, ocasionalmente también se desempeñaba de forma satisfactoria en el puesto de apertura. Además de competir con su club en Francia, fue internacional absoluto con la Selección Española, donde acumuló 4 caps.
Tras comenzar su carrera en USAP, en 2013 abandonó la disciplina del club poniendo rumbo a Inglaterra para jugar en los Leicester Tigers. Allí permaneció dos temporadas hasta que decidió en 2015 volver a Francia de la mano de Stade Toulousain. 
Después de jugar una sola temporada en Toulouse, fichó por Grenoble.
En 2018, una vez conseguido que Grenoble regresara al Top 14 gracias a una victoria en el desempate contra Oyonnax, deja el club para volver a jugar en USAP.

## Palmarés
Con USAP:
- Top 14:
  - Campeón: 2009
  - Subcampeón: 2010
- Campeonato de Francia Juniors Reichel:
  - Campeón: 2005